# Адя
Адя (рум. Adea) — село у повіті Арад в Румунії. Входить до складу комуни Сінтя-Маре.
Село розташоване на відстані 423 км на північний захід від Бухареста, 47 км на північний схід від Арада, 92 км на північ від Тімішоари.

## Населення
За даними перепису населення 2002 року у селі проживали 1019 осіб.
Національний склад населення села:
| Національність | Кількість осіб | Відсоток |
| -------------- | -------------- | -------- |
| угорці         | 792            | 77,7%    |
| румуни         | 143            | 14,0%    |
| цигани         | 81             | 7,9%     |

Рідною мовою назвали:
| Мова      | Кількість осіб | Відсоток |
| --------- | -------------- | -------- |
| угорська  | 877            | 86,1%    |
| румунська | 139            | 13,6%    |